# Västerbitterna församling
Västerbitterna församling var en församling i Skara stift i nuvarande Vara kommun. Församlingen uppgick 1818 i Bitterna församling.

## Administrativ historik
Församlingen har medeltida ursprung.
Församlingen var till 1818 moderförsamling i pastoratet Västerbitterna, Vedum, Eling och Österbitterna. Församlingen uppgick 1818 i Bitterna församling.

## Kyrkor
Från 1818 Bitterna kyrka.